# Scooby-Doo! Mystery Incorporated
Scooby-Doo! Mystery Incorporated è l'undicesima serie televisiva a cartoni animati horror prodotta da Warner Bros., con i personaggi di Scooby Doo.
È andata in onda in prima TV dal 5 aprile 2010 al 5 aprile 2013 su Cartoon Network. In Italia va in onda dal 29 agosto 2011 su Boomerang e in chiaro dal 3 settembre 2012 su Boing.
La serie si presenta come un reboot del franchise (ed è quindi completamente slegata dalle serie precedenti pur citando personaggi ed avvenimenti passati in una sorta di coerenza narrativa estesa). Oltre le classiche puntate dove i ragazzi smascherano il mostro di turno, gli autori costruiscono un gigantesco mistero che rappresenta, di fatto, la trama principale, e che aggiunge elementi soprannaturali, a volte persino inquietanti, insieme anche ad un'enfasi maggiore sulle relazioni tra i vari personaggi e le loro caratterizzazioni, con un tono decisamente più maturo e tenebroso rispetto alle precedenti incarnazioni della serie.

## Trama
L'alano Scooby Doo assieme ai quattro ragazzi Shaggy Rogers, Velma Dinkley, Fred Jones e Daphne Blake sono una banda che vive a Crystal Cove la "Città più infestata al mondo" dove sono presi tra l'andare a scuola, i problemi coi genitori e il risolvere misteri. I ragazzi, però, non sanno che risolvendo ogni volta un mistero si avvicinano a quello più grande di tutti, un oscuro segreto che giace sotto Crystal Cove. Ad aiutarli ad avvicinarsi sempre di più a quel segreto (solo nella prima stagione), c'è un misterioso individuo conosciuto come Mr. E, un ex membro della vecchia Mystery Incorporated, che nella seconda stagione si alleerà con i genitori naturali di Fred e il diabolico Professor Pericles, altri ex-membri. Cassidy Williams, ex membro della vecchia Mystery Incorporated aiuterà l’attuale Mystery Incorporated nella prima stagione e in qualche episodio della seconda. Cassidy era il vecchio amore ricambiato di Ricky Owens, ma non partecipante alle azioni malvagie degli altri vecchi amici.

## Episodi
| Stagione         | Episodi | Prima TV originale | Prima TV Italia |
| ---------------- | ------- | ------------------ | --------------- |
| Prima stagione   | 26      | 2010–2011          | 2011            |
| Seconda stagione | 26      | 2012–2013          | 2012–2013       |

## Personaggi

### Mystery Incorporated
- Scoobert Doo "Scooby": è un alano parlante di 7 anni, migliore amico di Shaggy con cui condivide l'amore per il cibo e la paura per i mostri. Nella prima serie contenderà Shaggy con Velma e vincerà; nella seconda stagione invece si fidanza con Nova, una graziosa cagnolina che dopo essere precipitata da un elicottero a causa di un colpo di un lanciarazzi sparato da Brad Chiles finirà in coma, lasciando Scooby con un'enorme ferita nel cuore.
- Norville Rogers "Shaggy": è un ragazzo di 17 anni, alto, magro e fifone; ha una sfrenata passione per il cibo che condivide con Scooby. Ha avuto una storia con Velma, ma alla fine la lascerà per via della sua amicizia con Scooby cercando comunque di restarle amico, nonostante provi ancora qualcosa per lei. Nella linea temporale alternativa è uno chef famoso, vincitore di molti talent show in merito a scuola.
- Frederick Herman Chiles "Fred Jones": è il figlio dell'ex sindaco Jones. Ha 17 anni, capelli biondi e ama tanto risolvere misteri e costruire trappole (di cui è un grande amante) per catturare i criminali. Vorrebbe essere apprezzato di più da suo padre (che poi scoprirà essere illegale) ed inizialmente è molto confuso dai sentimenti che prova verso Daphne, poi capisce di amarla veramente e si fidanzerà con lei. Nella linea temporale alternativa i loro genitori stanno preparando le sue nozze con Daphne, è uno dei migliori giocatori di calcio della scuola, il signor Jones è solo l'allenatore della squadra e si considera in questo senso il "padre" dei giocatori.
- Daphne Anne Blake: é una ragazza di 17 anni, dai capelli arancioni e dal fisico slanciato: è la più giovane di 5 sorelle, ognuna delle quali apprezzata dai genitori per una carriera diversa, per cui i genitori insistono a che Daphne non sprechi la sua vita. È innamorata di Fred e cerca più volte di farsi notare da lui, il loro rapporto avrà alti e bassi nel corso della serie, ma alla fine riuscirà a fidanzarsi. Nella linea temporale alternativa i suoi genitori stanno preparando le sue nozze con Fred, e le sorelle non sono diventate talentuose come le conosceva.
- Velma Dacey Dinkley: é una ragazza di 17 anni, è il membro più intelligente del gruppo, abile nelle deduzioni e nell'uso della tecnologia. Porta gli occhiali ed ha un maglione arancione. Inizialmente lei e Shaggy si frequentano, ma si lasceranno per via di Scooby, rimanendo comunque amici nonostante continuino a provare del tenero l'uno per l'altra.

### Antagonisti

#### Mystery Incorporated originale
- Professor Pericles: è l'antagonista principale della serie e l'arcinemico di Scooby-Doo. Mascotte della precedente Mystery Inc., Pericles è un pappagallo cenerino dai colori grigi e una cicatrice sull'occhio sinistro dotato di grande intelligenza. Rinchiuso in un manicomio criminale per animali dal padre adottivo di Fred (Pericles venne infatti incastrato in un crimine), ma circa 20 anni dopo riesce a fuggire con lo scopo di risolvere il mistero di Crystal Cove riguardante un famoso tesoro e per cui tradì la sua vecchia squadra e arrivando a scontrarsi con quella attuale. Cerca di sfruttare i ragazzi nella sua sfida contro Mr. E con cui ha un conto in sospeso; tuttavia nella seconda stagione lo porterà dalla sua parte contro i ragazzi per ottenere il Disco Planisferico ed ottenere per sé il potere. Si tratta di un criminale folle, spietato, sadico, crudele, manipolatore, doppiogiochista, diabolico e arrogante, che non esita ad impiantare un potente veleno di cobra su Ricky per farlo obbedire e torturarlo al tempo stesso, oltre che arrivare a schiavizzare gli abitanti di Crystal Cove e di tentare un loro genocidio. Nella linea temporale alternativa, è l'animale domestico di Ricky e Cassidy e mascotte della Creationex Corporation.
- Richard "Ricky" Owens / Mr. E: è uno degli antagonisti e antieroe della serie. Un misterioso individuo grasso che nella prima stagione contattava la nuova Mystery Incorporated, non apparendo mai dal vivo, dando loro degli indizi, mediante indovinelli su come risolvere il mistero del giorno. Sembra conoscere diverse cose sul grande mistero di Crystal Cove e non è chiaro se sia un amico o un nemico che sta usando i ragazzi. In realtà è uno dei membri dell'originale Mystery Inc., ovvero Ricky Owens. Nel corso della seconda stagione si alleerà com Pericles pur non condividendone i metodi. Nonostante la sua alleanza con Pericles, presto se ne pentirà e tenta di ammutinarsi, Pericles gli impianterà un veleno di cobra nella spina dorsale di Ricky, alla fine aiuterà la Mystery Inc. sacrificandosi combattendo contro l'Entità Malvagia. Durante le serie si viene a scoprire che un tempo era fidanzato con Cassidy e nonostante il loro allontanamento, lui continua ad amarla, di fatto, dopo la sua morte, guarderà costantemente le sue foto con aria malinconica. Nella linea temporale alternativa è magro ed è sposato con Cassidy Williams e fondatore della Creationex Corporation, l'ex Destroido.
- Cassidy Williams / Angel Dynamite: D.J. afroamericana e dai capelli afro, dopo l'inizio della seconda stagione li taglia. È molto amica dei ragazzi che sono soliti riunirsi nella sua stazione radio quando hanno dei problemi e spesso li assiste. È molto agile e abile nel combattimento corpo a corpo. Velma scoprirà che in realtà il suo vero nome è Cassidy Williams, uno dei membri dell'originale Mystery Inc. Dopo aver rivelato il suo segreto ai ragazzi, non si fidano più di lei. Infine si riuniscono negli abissi dell'Oceano Pacifico vicino alla città, che si rivela essere una trappola di Pericles per uccidere la donna e che riesce nell'intento. Prima di morire però, porta in salvo i ragazzi col suo sacrificio. Nella linea temporale alternativa è sposata con Ricky Owens e il Professor Pericles è il loro animale domestico e la mascotte della Creationex Corporation un'azienda ecosostenibile ed ecologica.
- Bradley "Brad" Chiles e Judith "Judy" Reeves: sono gli antagonisti terziari della serie e i genitori naturali di Fred, che come lui hanno la passione delle trappole. A causa della manipolazione dell'Entità Malvagia sono affezionati più al tesoro del Disco Planisferico che al loro figlio. Fred venne strappato loro dal sindaco Jones, quando era in fasce e sotto ricatto di far del male al figlio il sindaco fece abbandonare loro la città. Aiuteranno Pericles in tutti i suoi piani, e quando Pericles viene posseduto dall'Entità Malvagia, verranno divorati. Nella linea temporale alternativa Brad e Judy sono due ostetrici e sono sempre vissuti col loro amato figlio Fred.

#### Altri antagonisti
- Entità Malvagia: è un antico e potente Annunaki di pura malvagità creato dal pianeta Nibiru, che compare personalmente per la prima volta negli ultimi due episodi della seconda stagione; è il vero antagonista principale dell'intera serie. Imprigionato dai suoi simili in un sarcofago di cristallo dimensionale, e seppellito sotto Crystal Cove dai conquistadores spagnoli, che egli stesso trasformò in sadici saccheggiatori da guerra. Nel corso della storia, l'Entità Malvagia ha manipolato gruppi di quattro persone ed un animale nella speranza che questi lo liberassero, fino ad arrivare all’attuale Mystery Inc. . Gli Anunnaki come lui agiscono sempre usando un animale come tramite, una sorta di messaggero della propria volontà malvagia (gli animali parlanti, sono infatti discendenti degli Annunaki). Nell'ultimo episodio della serie viene completamente distrutto dalla Mystery Incorporated, creando una linea temporale alternativa in cui l'Entità Malvagia non è mai esistita.
- Fredrick "Fred" Jones / Freak di Crystal Cove: è l'antagonista principale della prima stagione ed anche l'ex sindaco di Crystal Cove e padre adottivo di Fred. Cerca sempre di sfruttare la presenza dei "mostri" (pur rivelandosi sempre fasulli) per aumentare il turismo della città. Ha dei rapporti piuttosto freddi con suo figlio e sembra nascondere un oscuro segreto che si rivelerà alla fine della prima stagione. Nella seconda serie aiuterà Fred e i suoi amici in un piano per recuperare i pezzi del Disco Planisferico nelle grinfie della vecchia Mystery Inc., che avrà successo. Nel mondo fra i mondi, la parte migliore del signor Jones e Fred avranno finalmente il loro confronto, nella quale si scoprirà il profondo amore dell’uomo per il figlio adottivo, tanto da definire il periodo passato con Fred “La parte migliore della mia vita”. Con la distruzione dell'Entità Malvagia, nella linea del tempo alternativa diventa l'allenatore della squadra di calcio del liceo di Crystal Cove e vede tutti i suoi studenti come suoi figli, in particolare Fred.
- Ed Machine: è un agente di Mr. E si è visto in diversi episodi nella prima stagione, viene ucciso da Pericles.

### Altri personaggi
- Nova: è una dolce e simpatica cagnolina di cui Scooby-Doo s'innamora e viceversa. Era la cagnolina di Brad Chiles e Judy Reeves ma dopo il loro tradimento verrà "adottata" dalla gang. Verso la fine della serie cade in un coma profondo dopo essere caduta dall'elicottero e pestata dall'orda delle micidiali mucche mutanti del Professor Pericles. Scooby le farà visita all'ospedale, tuttavia al suo interno risiede un'Annunaki, che avverte Scooby dicendo del vicino arrivo di Nibiru. Nella linea temporale alternativa torna in perfetta salute.
- Marcie "Hot-Dog" Fleach / Manticora / Dark Lilith: soprannominata "la ragazza Hot-Dog" a causa del padre che ricicla l'acqua usata per gli Hot-Dog per lavarsi, inizialmente appare come una compagna di classe della gang e rivale di Velma. Viene smascherata dalla gang quando si traveste da Manticora per far chiudere il luna park del padre ormai in fallimento. Tuttavia nella seconda stagione lei e Velma diventeranno amiche e Marcie sostituirà temporaneamente Daphne nella Mystery Inc., lavorando in realtà come spia per Mr. E; dopo esser stata scoperta, reincrocerà la gang mentre veste i panni di Dark Lilith, aiutandoli poi contro Mr. E e Pericles. Nel penultimo episodio, Pericles la rapirà per attirare la Mystery Inc. in trappola, ma Marcie riuscirà a tenere in ostaggio il Professor Pericles per dare vantaggio alla gang così da lasciar loro cercare l'Entità Malvagia e distruggerla, verrà uccisa trivellata di colpi dai Soldati Robot. Nella linea temporale alternativa è sempre stata una cara amica di Velma, formando con lei un'imbattibile coppia pluricampione delle olimpiadi studentesche della scienza.
- Sceriffo Bronson Stone: lo sceriffo locale di Crystal Cove. A prima vista sembra un uomo troppo brusco ed irrigidito al rispetto della legge, ma spesso si dimostra un bambino poco cresciuto. Nella prima serie non ha una gran simpatia per la gang che considera degli impiccioni che rovinano il turismo della città. Nel corso della seconda stagione si innamora della nuova sindaca e diventa più tollerante nei confronti della Mystery Incorporated. Nella linea temporale alternativa è felicemente sposato con Janet, avendo con lei 4 figli, 3 maschi e una femmina. Sceriffo, è il suo nome vero, dato dalla madre in onore della legge.
- Janet Nettles: la nuova sindaca di Crystal Cove nella seconda stagione che sostituisce l'ex sindaco dopo l'arresto. Nutre fiducia nella gang ed ha un rapporto amore-odio con Sceriffo con cui finirà per avere una relazione. In seguito alla distruzione dell'Entità Malvagia, nella linea temporale alternativa è felicemente sposata con lo Sceriffo Stone ed ha quattro figli.
- Capitano Shelton: un marinaio che lavora al chiosco delle ostriche nella spiaggia di Crystal Cove. Deve la sua attività alla ricerca del suo naso, che un'ostrica gli morse e mangiò anni prima, ha 5 fratelli, che come lui sono pescatori, ciascuno di loro hanno un tipo di pesca: sardine, gamberi, mante, alghe e cavallucci marini.
- Le Hex Girls: un gruppo femminile rock a cui la Mystery Incorporated ha risolto un problema riguardante lo Spettro che voleva rapire la frontman Thorne. Dopo questa collaborazione, il gruppo è diventato amico della gang, aiutandoli anche nella seconda stagione per annullare il maleficio canoro fatto dalla versione zombies Rud Boy e gli Ska-Tastics.

### La Loggia Benevola del Mistero
Fu una squadra di risolutori di misteri nel 1880, proprio come la Mystery Inc. Composta da due ragazzi, due ragazze e una mascotte animale.
- Oswald Patrick Burlington: leader della squadra. Fondatore di una biblioteca in cui tenne nascoste informazioni su altre squadre investigative composte da 4 giovani e un animale. Si pensa che stesse risolvendo un arcano mistero. Era appassionato dei treni a vapore, infatti veniva soprannominato "Il Re delle Rotaie". Equivalente di Fred.
- Frau Abigail Gluck: il cervellone della squadra, equivalente di Velma. Dopo aver lasciato la squadra, nel 1930 si unì al Professor Pericles per scoprire la verità sul mistero di Crystal Cove. Costruirono insieme una fabbrica sottomarina di Soldati Robot, i quali, esploravano i fondali della vecchia Crystal Cove, inabissata, per cercare qualcosa che sarebbe stato utile alle indagini.
- Giovane donna bionda ed attraente, equivalente di Daphne.
- Ragazzo alto con i capelli castani e lunghi e peli sul mento, equivalente di Shaggy.
- Professor Peaches: mascotte della squadra. Un grosso orangutan equivalente di Scooby.

### Oggetti importanti nella storia
- Il Disco Planisferico: una sorta di mappa, che condurrà tramite indizi la gang nelle profondità di Crystal Cove dall'Entità Malvagia, progettato dai conqustadores spagnoli per tornare al luogo del tesoro venne poi smontato in 6 pezzi e nascosto. La Mystery Inc. attuale e precedente troveranno tutti i pezzi e l'attuale poi li riunirà.
- Le 4 Chiavi: quattro oggetti che permetteranno alla gang di poter raggiungere l'Entità Malvagia, ogni chiave apre una porta con un enigma a tema, e sono: una pistola (di cui servirà la pietra focaia), un pezzo di tela da vela, un elmetto dei conquistador ed infine una ciotola.
- Il Cuore del Giaguaro: trattasi di una lancia, così chiamata, con cui Scooby riuscirà a neutralizzare l'Entità Malvagia, creata dai Ma Cuben Sun Macul.
- Mystery Machine: il furgoncino che utilizza la gang per muoversi durante le avventure, decorato in stile floreale, è quasi sempre guidato da Fred.

## Doppiaggio

### Protagonisti
| Personaggio              | Doppiatore originale | Doppiatore italiano |
| ------------------------ | -------------------- | ------------------- |
| Scooby-Doo               | Frank Welker         | Nanni Baldini       |
| Norville "Shaggy" Rogers | Matthew Lillard      | Oreste Baldini      |
| Fred Jones               | Frank Welker         | Francesco Bulckaen  |
| Daphne Blake             | Grey DeLisle         | Domitilla D'Amico   |
| Velma Dinkley            | Mindy Cohn           | Rachele Paolelli    |

### Antagonisti / Rivali
| Personaggio                       | Doppiatore originale | Doppiatore italiano                         |
| --------------------------------- | -------------------- | ------------------------------------------- |
| Professor Pericles                | Udo Kier             | Massimo Gentile (s.1) Gianni Giuliano (s.2) |
| Rickey Owens / Mr. E              | Lewis Black          | Pierluigi Astore                            |
| Cassidy Williams / Angel Dynamite | Vivica A. Fox        | Daniela Calò                                |
| Brad Chiles (s.2)                 | Tim Matheson         | Massimo Bitossi                             |
| Judy Reeves (s.2)                 | Tia Carrere          | Tatiana Dessi                               |

### Personaggi ricorrenti
| Personaggio                 | Doppiatore originale | Doppiatore italiano                                                      |
| --------------------------- | -------------------- | ------------------------------------------------------------------------ |
| Nova (s.2)                  | Amy Acker            | Micaela Incitti                                                          |
| Entità Malvagia (s.2)       | Clancy Brown         | ???                                                                      |
| Sindaco Fred Jones Sr.      | Gary Cole            | Davide Marzi                                                             |
| Marcie "Hot Dog" Fleach     | Linda Cardellini     | Raffaella Castelli (s.1) Benedetta Degli Innocenti (s.2)                 |
| Sceriffo Bronson Stone      | Patrick Warburton    | Fabrizio Temperini                                                       |
| Sindaco Janet Nettles (s.2) | Kate Higgins         | Selvaggia Quattrini                                                      |
| Angie Dinkley               | Frances Conroy       | Giovanna Martinuzzi                                                      |
| Paula Rogers                | Grey DeLisle         | Cristina Poccardi (s.1) Laura Niccolò (s.2)                              |
| Nan Blake                   | Kath Soucie          | Cristina Poccardi (s.1) Alessandra Chiari (s.2) Lidia Perrone (ep. 2×16) |
| Barty Blake                 | Frank Welker         | Gianluca Solombrino Mauro Magliozzi (ep. 1×03)                           |
| Ed Machine (s.1)            | Richard McGonagle    | Mauro Magliozzi                                                          |
| Capitano Shelton            | John O'Hurley        | Stefano Alessandroni                                                     |
| Ethan                       | Mitch Watson         | Marco Bassetti (s.1) Emanuele Ruzza (s.2)                                |
| Gary                        | Tony Cervone         | Luigi Scribani (s.1) Daniele Raffaeli (s.2)                              |

### Altri personaggi
| Personaggio                                         | Doppiatore originale                                    | Doppiatore italiano                                               |
| --------------------------------------------------- | ------------------------------------------------------- | ----------------------------------------------------------------- |
| Colton Rogers (ep. 1×01-02, 1×12, 1×26, 2×26)       | Casey Kasem                                             | ???                                                               |
| Dale Dinkley (ep. 1×01, 1×26)                       | Kevin Dunn                                              | Stefano Alessandroni                                              |
| Professor Emmanuel Ruffalo (ep. 1×01)               | Jeff Bennett                                            | Alberto Bognanni                                                  |
| Grady Gator (ep. 1×02)                              | John DiMaggio                                           | Mauro Magliozzi                                                   |
| Greta Gator (ep. 1×02)                              | Grey DeLisle                                            | Michela Alborghetti                                               |
| George Avocados (ep. 1×03, 2×12, 2×15)              | James Arnold Taylor                                     | Gabriele Trentalance (ep. 1×03) Enrico Pallini (ep. 2×12, 2×15)   |
| Dylan Brady (ep. 1×04; 1×21; 2×09)                  | Mitch Watson                                            | Simone Veltroni                                                   |
| Brenda (ep. 1×04; 1×21; 2×09)                       | Beth Tapper                                             | Claudia Scarpa                                                    |
| Bud Shelton (ep. 1×04)                              | David Faustino                                          | Daniele Raffaeli                                                  |
| Mary Anne Gleardan (ep. 1×05)                       | Isabella Acres                                          | Monica Bertolotti                                                 |
| Luis de Potrillo (ep. 1×05)                         | Paul Rugg                                               | Vladimiro Conti                                                   |
| Madre di Tiffany (ep. 1×05)                         | Grey DeLisle                                            | Cristina Poccardi                                                 |
| Alice May (ep. 1×06; 1×25)                          | Hynden Walch                                            | Eleonora Reti                                                     |
| Delilah Blake (ep. 1×06)                            | Jennifer Hale                                           | Selvaggia Quattrini                                               |
| Thorn (Hex Girls) (ep. 1×07; 2×18)                  | Jennifer Hale                                           | Selvaggia Quattrini (s.1) Barbara Villa (s.2) Giulia Luzi (canto) |
| Dusk (Hex Girls) (ep. 1×07; 2×18)                   | Jane Wiedlin                                            | Claudia Scarpa(s.1) Laura Amadei(s.2)                             |
| Luna (Hex Girls) (ep. 1×07; 2×18)                   | Kimberly Brooks                                         | Letizia Ciampa                                                    |
| Gus Boggs (ep. 1×07)                                | Quinton Flynn                                           | Daniele Raffaeli                                                  |
| Lo Spettro (ep. 1×07)                               | Fred Tatasciore                                         | Alberto Bognanni                                                  |
| Gill Gamba Corta (ep. 1×08)                         | Jeffrey Tambor                                          | Alberto Bognanni                                                  |
| Lord Barry (ep. 1×08)                               | Lloyd Sherr                                             | Vladimiro Conti                                                   |
| Rusty Gnales (ep. 1×09)                             | Gary Cole                                               | Stefano Alessandroni                                              |
| Jason Wyatt (ep. 1×10)                              | Daryl Sabara                                            | Daniele Raffaeli                                                  |
| Signora Wyatt (ep. 1×10)                            | Jessica Walter                                          | Deborah Ciccorelli                                                |
| Agente Johnson(ep. 1×10)                            | Dee Bradley Baker                                       | Vladimiro Conti                                                   |
| Sheila Altoonian (ep. 1×11)                         | Beverly D'Angelo                                        | Cinzia Villari                                                    |
| Harlan Ellison (ep. 1×12; 2×26)                     | Harlan Ellison                                          | Pierluigi Astore                                                  |
| H.P. Hatecraft (ep. 1×12; 1×25)                     | Jeffrey Combs                                           | Massimo Gentile (ep. 1×12) Enrico Pallini (ep. 1×25)              |
| Ernesto (ep. 1×12; 1×20)                            | Carlos Alazraqui                                        | Alberto Bognanni                                                  |
| Dr. Rick Yantz (ep. 1×13)                           | Dave Allen                                              | Alberto Bognanni                                                  |
| Hugh Dederdee (ep. 1×13)                            | Joe Holt                                                | Vladimiro Conti                                                   |
| Nonna Gelsomina (ep. 1×13)                          | Marion Ross                                             | Cristina Piras                                                    |
| Preside Quinlan (ep. 1×14)                          | Kate Higgins                                            | Valentina Mari                                                    |
| Mascellone (ep. 1×14)                               | Frank Welker                                            | Luigi Ferraro                                                     |
| Fantasma Bizzarro (ep. 1×14)                        | Tom Kenny                                               | Enrico Pallini                                                    |
| Capitan Cavernicolo (ep. 1×14)                      | Jim Cummings                                            | Stefano Alessandroni                                              |
| Boo (ep. 1×14)                                      | Rick D. Wasserman                                       | Luca Graziani                                                     |
| Chen (ep. 1×15; 1×18)                               | James Hong                                              | ???(ep. 1×15) Mino Caprio(s.2)                                    |
| Maxwell (ep. 1×15)                                  | Chris Hardwick                                          | Daniele Raffaeli                                                  |
| Odnarb (ep. 1×15)                                   | Ben McKenzie                                            | Tony Sansone                                                      |
| Amanda Smythe / Afrodite (ep. 1×16)                 | Tricia Helfer                                           | Chiara Gioncardi                                                  |
| Danny Darrow (ep. 1×17)                             | Dwight Schultz                                          | Luigi Scribani                                                    |
| Mai Le (ep. 1×18)                                   | Stephanie Sheh                                          | Alessia Amendola                                                  |
| Mr. Wang (ep. 1×18)                                 | George Takei                                            | Massimo Bitossi                                                   |
| Ray (ep. 1×18)                                      | Eric Bauza                                              | Daniele Raffaeli                                                  |
| Vincent Van Ghoul (ep. 1×19; 2×15)                  | Maurice LaMarche                                        | Guido Di Naccio                                                   |
| Cameriera del Piolo Sanguinante (ep. 1×19-20; 2×17) | April Winchell (ep. 1×19) Grey DeLisle (ep. 1×20; 2×17) | ??? (ep. 1×19) Cristina Poccardi (ep. 1×20) ??? (ep. 2×17)        |
| Argus Fentonpoof (ep. 1×19)                         | David Kaye                                              | Alberto Bognanni                                                  |
| Bill Buntman (ep. 1×19)                             | David Kaye                                              | Marco Bassetti                                                    |
| Harry Shneste-Boysen (ep. 1×19)                     | David Juskow                                            | Stefano Alessandroni                                              |
| Paige Kruller (ep. 1×19)                            | Cree Summer                                             | Milvia Bonacini                                                   |
| Amy Cavenaugh (ep. 1×20)                            | Tia Carrere                                             | Irene Di Valmo                                                    |
| Spike Cavenaugh (ep. 1×20)                          | Gary Anthony Williams                                   | Riccardo Scarafoni                                                |
| Winslow Fleach (ep. 1×21)                           | Rob Paulsen                                             | Riccardo Scarafoni                                                |
| Fratello del Capitano Skipper Shelton (ep. 1×20)    | Daran Norris                                            | Gerolamo Alchieri                                                 |
| Dr. Rick Spartan (ep. 1×22, 2×19)                   | James Patrick Stuart                                    | Guido Di Naccio (ep. 1×22) Francesco De Francesco (ep. 2×19)      |
| Charles "Cachinga" Wheatlesby (ep. 1×22, 2×19)      | Greg Ellis                                              | Enrico Pallini (ep. 1×22) Stefano Billi (ep. 2×19)                |
| Marion Spartan (ep. 1×22)                           | Julie Bowen                                             | Selvaggia Quattrini                                               |
| Lady Marmelade (ep. 1×23)                           | Cree Summer                                             | Stella Gasparri                                                   |
| Il Giustiziere (ep. 1×24)                           | Powers Boothe                                           | Gerolamo Alchieri                                                 |
| Bucky                                               | Carlos Alazraqui (ep. 1×24)                             | Francesco De Francesco                                            |
| Ruby Stone (ep. 1×24)                               | Florence Henderson                                      | Doriana Chierici                                                  |
| Natasha Fenk (ep. 1×25; 2×10)                       | Mindy Sterling                                          | Doriana Chierici (ep. 1×25) Giovanna Martinuzzi (ep. 2×10)        |
| Brad Chiles da giovane (ep. 1×25-26)                | Nolan North                                             | Marco Bassetti                                                    |
| Ricky Owens da giovane (ep. 1×25-26)                | Scott Menville                                          | Luca Graziani                                                     |
| Cassidy Williams da giovane (ep. 1×25-26)           | Kimberly Brooks                                         | Daniela Calò                                                      |
| Judy Reeves da giovane (ep. 1×25-26)                | Kari Wahlgren                                           | ???                                                               |
| Regina Wentworth (ep. 1×25)                         | Kari Wahlgren                                           | Cristina Poccardi                                                 |
| Clown Gne Gne Bebé (ep. 2×01; 2×03)                 | Mark Hamill                                             | Francesco De Francesco                                            |
| Baylor Hotner (ep. 2×01; 2×03)                      | Matt Lanter                                             | Paolo De Santis                                                   |
| Fattore (ep. 2×01; 2×17)                            | Mitch Watson                                            | ??? (ep. 2×01) Luigi Ferraro (ep. 2×17)                           |
| Direttore Vronski (ep. 2×02)                        | Troy Baker                                              | Stefano Alessandroni                                              |
| Bella G (ep. 2×03)                                  | Roz Ryan                                                | Alessandra Chiari                                                 |
| Dr. Henklefust (ep. 2×03)                           | John Billingsley                                        | Guido Di Naccio                                                   |
| J.R. Kipple (ep. 2×03)                              | Jim Rash                                                | Daniele Raffaeli                                                  |
| Sceriffo Bronson Stone da bambino (ep. 2×04)        | Troy Baker                                              | Daniele Raffaeli                                                  |
| Francilee Jackson (ep. 2×04; 2×19)                  | Grey DeLisle                                            | Michela Alborghetti                                               |
| Horbert Feist (ep. 2×04)                            | Jason Marsden                                           | David Chevalier                                                   |
| Melvin Keisterbaum (ep. 2×04)                       | Phil LaMarr                                             | Alberto Bognanni                                                  |
| Gene Shepard (ep. 2×05)                             | Dee Bradley Baker                                       | Alberto Bognanni                                                  |
| Ned Fussbuster (ep. 2×05)                           | Charles Shaughnessy                                     | Roberto Certomà                                                   |
| Randy Warsaw (ep. 2×06)                             | Billy West                                              | Marco Vivio                                                       |
| Butch Fierbanks (ep. 2×06)                          | Billy West                                              | Massimo Triggiani                                                 |
| Lavoratore #1 (ep. 2×06)                            | Dee Bradley Baker                                       | Mauro Magliozzi                                                   |
| Deena (ep. 2×07)                                    | Grey DeLisle                                            | Cristina Poccardi                                                 |
| Evallo von Meanskrieg (ep. 2×07)                    | Chris Hardwick                                          | Stefano Alessandroni                                              |
| Fernando El Aguirre (ep. 2×08; 2×22)                | Christian Lanz                                          | Davide Marzi (ep. 2×08) Achille D'Aniello (ep. 2×22)              |
| Boro (ep. 2×08)                                     | Grey DeLisle                                            | Giovanna Martinuzzi                                               |
| Nonna Balla Coi Denti (ep. 2×08)                    | Laraine Newman                                          | Emanuela Baroni                                                   |
| Jimmy Il Brutto (ep. 2×08)                          | Jeff Bennett                                            | Guido Di Naccio                                                   |
| Dan Fluunk (ep. 2×10)                               | Kevin Michael Richardson                                | Roberto Draghetti                                                 |
| Tub (ep. 2×11)                                      | Dee Bradley Baker                                       | Daniele Raffaeli                                                  |
| Brenton Fuhrman (ep. 2×12)                          | James Arnold Taylor                                     | Patrizio Cigliano                                                 |
| Krampus (ep. 2×13)                                  | Carlos Alazraqui                                        | Gerolamo Alchieri                                                 |
| Blue Falcon (ep. 2×14)                              | Troy Baker                                              | Pasquale Anselmo                                                  |
| Cane Prodigio (ep. 2×14)                            | Frank Welker                                            | Luigi Scribani                                                    |
| Dr. Benton Quest (ep. 2×14)                         | Eric Bauza                                              | Davide Marzi                                                      |
| Dr. Zin (ep. 2×14)                                  | Eric Bauza                                              | Gianluca Machelli                                                 |
| Traveler O'Flaherty (ep. 2×16)                      | James Patrick Stuart                                    | Daniele Raffaeli                                                  |
| Martha (ep. 2×17)                                   | Kate Higgins                                            | Micaela Incitti                                                   |
| Martha Quinn (ep. 2×18)                             | Martha Quinn                                            | Eleonora Reti                                                     |
| Rude Boy (ep. 2×18)                                 | Quinton Flynn                                           | Gerolamo Alchieri                                                 |
| Horatio Kharon (ep. 2×20; 2×22)                     | Michael J. Anderson                                     | Alberto Bognanni                                                  |
| Brigante Gentiluomo (ep. 2×20)                      | James Marsters                                          | Paolo De Santis                                                   |
| Professor Enrique Andelusossa (ep. 2×23)            | Christian Lanz                                          | Francesco De Francesco                                            |
| Signora Andelusossa (ep. 2×23)                      | Grey DeLisle                                            | Laura Niccolò                                                     |
| Tomina Kasanski (ep. 2×23)                          | Kate Higgins                                            | Barbara Villa                                                     |

## Videogioco online
Cartoon Network ha pubblicato un videogioco sul suo sito ispirato alla serie, di nome Scooby Doo Mystery Incorporated Crystal Cove Online, che ogni settimana veniva aggiornato con un nuovo caso da risolvere in base all'episodio trasmesso.

## Curiosità
- Per la prima volta appaiono le sorelle maggiori di Daphne.
- Nella puntata "Finali nazionali dei risolutori dei misteri" appaiono i personaggi di altre serie di Hanna-Barbera, basate sul modello della serie di Scooby, con un ruolo da protagonista degli assistenti ovvero Capitan Cavey e le teen angels, Speed Buggy, Jabber Jaw e Il fantasma burlone.
- Nella puntata "Il mostro della sabbia" compaiono Ciottolina e Bam Bam da grandi de Gli antenati.
- Nella puntata "Concerto spettrale" compaiono le Hex Girls, gruppo di cantanti femminili dal look dark apparse in Scooby-Doo e il fantasma della strega, Scooby-Doo e la leggenda del vampiro e in una puntata de Le nuove avventure di Scooby-Doo.
- Nella puntata "Notte terrorizzante" appare Vincent Van Ghoul, personaggio della serie I 13 fantasmi di Scooby-Doo, qui nelle vesti di un vecchio attore di film horror.
- Nella puntata "Il canto della sirena", Fred e Daphne vedono nel museo spettrale delle statue: quella di Flim Flam, altro personaggio della serie I 13 fantasmi di Scooby-Doo, e quella di Scrappy Doo. Alla vista di quest'ultimo, Fred dice a Daphne di non guardare e le ricorda che promisero di non parlare mai più di lui.